# 하플로그룹 T (Y-DNA)

하플로그룹 T는 인류 Y-염색체 DNA 하플로그룹의 일종으로, L과 같이 하플로그룹 K1(LT)로부터 갈라져나왔다. SNP M184에 의해 특징지어지고 대략 48,800년 전에 발생한 것으로 보인다.
북·동아프리카와 유라시아의 넓은 지역에 걸쳐 발견되나 일부 지역을 제외하면 대체로 빈도는 높지 않다. 동아프리카에서 가장 높게 나타나 소말리인의 80% 이상에서 하플로그룹 T가 검출되었으며 인접한 아프리카 여러 지역에서도 나타난다. 유럽에서도 넓은 지역에 걸쳐 나타나고 이탈리아의 시칠리아 등 일부 지역이나 알프스 산맥의 몇몇 지역에서 특히 높게 나타난다. 아시아에서는 중동에서 상당히 흔하고 남아시아에서도 일부 지역을 중심으로 다소 높게 나타나며, 중앙아시아에서도 유의미한 수준으로 보인다.
하위분기는 크게 T1과 T2로 나뉘는데 T2는 매우 드물다. T1의 대부분은 T1a(T-M70)로 발견되며 이는 신석기시대부터 유럽에 있었던 것으로 보인다. T1*은 비옥한 초승달 지대에서 발전한 농업문화인 선토기 신석기 B(Pre-Pottery Neolithic B) 문화와 함께 유럽으로 확산한 것으로도 추정된다.